# Macrostylis ramulosa
Macrostylis ramulosa är en vinruteväxtart som beskrevs av I. Williams. Macrostylis ramulosa ingår i släktet Macrostylis och familjen vinruteväxter. Inga underarter finns listade i Catalogue of Life.